# اوژن ساووا
اوژن دو ساووا (به فرانسوی: Eugène de Savoie‎؛ زاده ۱۸ اکتبر ۱۶۶۳ – درگذشته ۲۱ آوریل ۱۷۳۶) فیلد مارشال فرانسوی ارتش امپراتوری مقدس روم و دودمان هابسبورگ در طول قرن‌های ۱۷ و ۱۸ بود. او یکی از موفق‌ترین فرماندهان نظامی زمان خود بود و در دربار امپراتوری در وین به بالاترین مناصب دولتی رسید.
وی که در دربار لوئی چهاردهم مقتدر‌ترین شاه پادشاهی فرانسه بزرگ شد، بر اساس رسوم دربار قرار بود به مقام کشیشی بگرود؛ اما در سن نوزده سالگی شغل نظامی را انتخاب کرد. ولی به دلیل فیزیک بدنی و تحمل ضعیفش و یا شاید به دلیل رسوایی مادرش الیمپ به اتهام مسموم‌کردن و جادوگری، توسط شاه برای خدمت در ارتش فرانسه طرد شد. اوژن نیز به دربار هابسبورگ‌ها نقل مکان و به امپراتوری مقدس روم خدمت کرد.

## زندگی
اوژن در قریب به شش دهه‌ فعالیت خود، به سه امپراتور مقدس روم خدمت کرد: لئوپولد یکم، یوزف یکم و کارل ششم. اولین تجربیات او در نبرد وین در سال ۱۶۸۳ و پس از آن جنگ بزرگ عثمانی، قبل از خدمت در جنگ نه‌ساله، در کنار پسر عمویش دوک ساووا، علیه امپراتوری عثمانی بود. شهرت وی با پیروزی قاطعی که در برابر عثمانی در نبرد زنتا در سال ۱۶۹۷ به‌دست آورد او را در سراسر اروپا به شهرت رساند.
اوژن جایگاه خود را در طول جنگ جانشینی اسپانیا ارتقاء داد؛ مشارکت او با جان چرچیل پیروزی‌هایی را علیه فرانسوی‌ها در میدان‌های نبرد بلانهایم (۱۷۰۴)، اودنرد (۱۷۰۸) و مالپلاک (۱۷۰۹) تضمین کرد. او در جنگ به عنوان فرمانده امپراتوری در شمال ایتالیا، به ویژه در نبرد تورین (۱۷۰۶) موفقیت بیشتری کسب کرد. تجدید خصومت‌ها علیه عثمانی در جنگ‌‌های عثمانی و اتریش با پیروزی در نبردهای پترووارادین (۱۷۱۶) و رویارویی سرنوشت‌ساز در محاصره بلگراد در سال ۱۷۱۷، شهرت او را تثبیت کرد.
در اواخر دهه ۱۷۲۰، نفوذ اوژن و دیپلماسی ماهرانه او توانست متحدان قدرتمند امپراتور را در مبارزات خود با دودمان بوربون تضمین کند، اما در سال‌های آخر عمرش موفقیت کمتری به عنوان فرمانده کل ارتش داشت. آخرین درگیری او، جنگ جانشینی لهستان بود. اگرچه نظرات در مورد شخصیت او متفاوت است، اما هیچ اختلافی در مورد دستاوردهای بزرگ او وجود ندارد: او به نجات امپراتوری هابسبورگ از تسخیر توسط فرانسه کمک کرد، تهاجم عثمانیان به سمت غرب را دفع کرد و مناطقی را که برای یک قرن و نیم تحت کنترل عثمانی بود، بازپس گرفت. او یکی از حامیان بزرگ هنر هم بود که میراث معماری او هنوز در وین قابل مشاهده است.
اوژن در ۲۱ آوریل ۱۷۳۶، در خانه‌اش و در خواب، در سن ۷۲ سالگی درگذشت.